# Midway Studios Newcastle
Midway Studios Newcastle Limited (anteriormente Pitbull Syndicate) fue un desarrollador de videojuegos británico con sede en Gateshead, Inglaterra, Reino Unido.

## Historia
Pitbull Syndicate fue formado en diciembre de 1996 por un conjunto de programadores y artistas con amplia experiencia en la industria de los videojuegos. La compañía comenzó con una pequeña oficina en Sunderland, Inglaterra, e inicialmente empleó a ocho personas, trabajando en PC y juegos de PlayStation. Lentamente expandiéndose, la compañía se mudó a oficinas más grandes en Chester-le-Street y luego a oficinas más grandes en Gateshead. Para 2005, su personal había aumentado a más de 60 personas trabajando en PC, PlayStation 2 y Xbox.
En octubre de 2005, la empresa fue adquirida por Midway Games y pasaron a llamarse Midway Studios - Newcastle. Antes de eso, Pitbull había creado los títulos L.A. Rush y Rush para Midway. Era el único estudio de Midway ubicado fuera de los Estados Unidos y se cerró en julio de 2009 después de la venta de la mayoría de los activos de Midway a Warner Bros.. En el momento del cierre se estaba desarrollando un juego llamado Necessary Force. Los derechos del juego se han desviado de nuevo a Midway Games, ya que están comprando la propiedad intelectual. Algunos miembros del equipo pudieron unirse y formar una nueva empresa, Atomhawk Design.
En julio de 2010, Robert Troughton, fundador de Pitbull Syndicate, anunció la formación de Pitbull Studio, un año después de que Midway cerrara la compañía renombrada. Troughton también dijo que se estaba desarrollando un proyecto no anunciado.

## Videojuegos

### Pitbull Syndicate
| Año  | Título                                 | Plataforma(s)                                             | Distribuidora            |
| ---- | -------------------------------------- | --------------------------------------------------------- | ------------------------ |
| 1997 | Test Drive 4                           | Microsoft Windows, PlayStation                            | Accolade                 |
| 1998 | Test Drive 5                           | Microsoft Windows, PlayStation                            | Accolade                 |
| 1998 | Test Drive Off-Road 2                  | PlayStation                                               | Accolade                 |
| 1999 | Big Air                                | PlayStation                                               | Accolade                 |
| 1999 | Demolition Racer                       | Microsoft Windows, PlayStation                            | Infogrames North America |
| 1999 | Test Drive 6                           | Dreamcast, Game Boy Color, Microsoft Windows, PlayStation | Infogrames North America |
| 2000 | Demolition Racer: No Exit              | Dreamcast                                                 | Infogrames               |
| 2002 | TD Overdrive: The Brotherhood of Speed | Microsoft Windows, PlayStation 2, Xbox                    | Infogrames               |

### Midway Studios Newcastle
| Año  | Título    | Plataforma(s)                                                |
| ---- | --------- | ------------------------------------------------------------ |
| 2005 | L.A. Rush | Microsoft Windows, PlayStation 2, PlayStation Portable, Xbox |
| 2009 | Wheelman  | Microsoft Windows, PlayStation 3, Xbox 360                   |

## Logotipo no autorizado utilizado por grupos de odio
A principios de la década de 2000, el logotipo de Pitbull Syndicate fue utilizado por varios grupos Neonazi, sobre todo por el grupo Keystone United de cabezas rapadas. La Liga Anti-Difamación ha catalogado esta imagen exacta de pitbull como un símbolo extremista Supremacista Blanco.